# تيتي بانغورا
تيتي بانغورا (بالإنجليزية: Teteh Bangura)‏ (27 ديسمبر 1989 بفريتاون في سيراليون - ) هو لاعب كرة قدم سيراليوني في مركز الهجوم. شارك مع منتخب سيراليون لكرة القدم. أما مع النوادي، فقد لعب مع أيك سولنا وبورصا سبور وبيتار القدس وشانلي أورفا سبور ونادي كالون ونادي كوبينغ ‏ وغايس غوتنبرغ وCascade Surge ‏ وCleveland City Stars ‏ وMjällby AIF ‏.

## وصلات خارجية
- تيتي بانغورا على موقع الاتحاد الأوربي (الإنجليزية)
- تيتي بانغورا على موقع اتحاد السويد (السويدية)
- تيتي بانغورا على موقع اتحاد تركيا (لاعب) (الإنجليزية)
- تيتي بانغورا على موقع قاعدة بيانات كرة القدم.إي يو (الإنجليزية)
- تيتي بانغورا على موقع ناشيونال فوتبول تيمز (الإنجليزية)
- تيتي بانغورا على موقع Soccerway.com (الإنجليزية)